# Station Sungai Lassi
Sungai Lassi is een spoorwegstation in de Indonesische provincie West-Sumatra.

## Bestemmingen
- Sibinuang: naar Station Sawahlunto en Station Padangpanjang